# Кургинян, Сергей Ервандович
Серге́й Ерва́ндович Кургиня́н (род. 14 ноября 1949, Москва, РСФСР, СССР) — советский и российский ультраконсервативный политический деятель, публицист, театральный режиссёр. Лидер движения «Суть времени».
За пропагандистскую деятельность и призывы к оккупации в ходе вторжения России на Украину, находится под санкциями всех стран Евросоюза.

## Биография
Родился в московской семье учёных-гуманитариев. Отец — Ерванд Амаякович Кургинян (арм. Երվանդ Հմայակի Կուրղինյանը; 1914—1996), доктор исторических наук (1969), профессор (1970), «родом из глухого армянского села», до 1991 года заведовал кафедрой всеобщей истории МОПИ им. Н. К. Крупской. Мать — Мария Сергеевна Бекман (1922—1989) кандидат филологических наук, была старшим научным сотрудником отдела теории литературы Института мировой литературы имени Горького, специалистом по Т. Манну, автором ряда монографий. Дед по линии матери, Сергей Николаевич Бекман — белый офицер, перешедший на сторону красных, в 1938 году был расстрелян. Бабушка со стороны матери — Мария Семёновна Бекман, урождённая княжна Мещерская из Смоленска.
Выпускник Московского геологоразведочного института по специальности «геофизика» (1972 год). В 1978 году защитил диссертацию «Разработка способов количественной интерпретации частотных характеристик поля на плоскости комплексной частоты в методах электроразведки и глубинной геоэлектрики», став кандидатом физико-математических наук. Был научным сотрудником Института океанологии АН СССР (1974—1980), до 1986 года также числился старшим научным сотрудником в лаборатории прикладной кибернетики Московского геологоразведочного института.

### Театральная карьера
С 1968 года руководил театральным коллективом при Московском геологоразведочном институте. Заочно окончил Театральное училище им. Б. Щукина (1983) по специальности «режиссура драмы».
Был членом комиссии по новым театральным формам Союза театральных деятелей РСФСР и инициатором социально-экономического эксперимента «Театр-студия на коллективном подряде». Участие в этом эксперименте в 1986 году принял созданный Кургиняном в студенческие годы театр-студия совместно со студиями М. Розовского, «На Юго-Западе», «Человек» и другими. По результатам эксперимента театр получил статус экспериментального государственного театра с самофинансированием (профессиональный театр-студия «На досках»). Театр Кургиняна исповедует философский и метафизический подход к явлениям современности.
В 1992 году поставил во МХАТ им. Горького спектакль «Пастырь» по пьесе М. А. Булгакова «Батум». С 2011 года начал ставить спектакли с участием коммунаров «Сути Времени» из Александровского. Переработал и актуализировал спектакли «Жду Любви» (по произведениям Василия Шукшина), «Я!» (по произведению «Записки из подполья» Достоевского), «Кто слышит пролитую кровь» (переработанный спектакль «О моряках уходящих в дальнее плаванье»), «Крот», «Пастырь», «Стенограмма» (по материалам XV партийной конференции ВКП (б) 1926 года, дискуссия о построении социализма в отдельно взятой стране), «Другой» (о воскрешении погибшей державы), «Зёрна» (по произведению «Военный летчик» Антуана де Сент-Экзюпери, о поиске выхода из ситуации поражения), «Колыбель» (о передаче нравственных ориентиров от тех, кто спасал СССР в период войны с фашизмом и смог их сохранить в условиях поражения в Холодной войне, к тем, кто готов сегодня их принять), «Экзерсисы» (по произведениям Пушкина, Чехова и Гоголя), «Бой» (по произведению Джека Лондона «Мексиканец»).

### Экспериментальный творческий центр
По заявлению экономиста Сергея Алексашенко, Кургинян принял участие в так называемой «номенклатурной приватизации», против которой сам неоднократно активно выступал. Как отметил Алексашенко, по специальному разрешению райисполкома Кургинян получил два здания под «Экспериментальный творческий центр». Сам Кургинян подтвердил, что действительно получил эти здания на баланс, но опроверг факт получения их в собственность.
Начиная с 1980-х годов, Кургинян параллельно с театральной деятельностью занимается анализом политического процесса. В ноябре 1987 года исполком Моссовета решением № 2622 на базе театра-студии «На досках» создал организацию нового типа — «Экспериментальный творческий центр» — и предоставил ей комплекс помещений во Вспольном переулке, открыв финансирование их реконструкции. В январе 1989 года Кургинян возглавил эту организацию. В 1990 году она получила наименование «Международный общественный фонд „Экспериментальный творческий центр“» (МОФ ЭТЦ или «Центр Кургиняна»), Кургинян стал президентом фонда. 4 июля 1991 года МОФ ЭТЦ был зарегистрирован в Министерстве юстиции как независимая общественная организация. С декабря 2004 года ЭТЦ имеет статус неправительственной организации, ассоциированной с департаментом общественной информации ООН.

### Политическая деятельность
В 1988 году вступил в КПСС, по его словам, чтобы попытаться остановить распад СССР. После обращения в ЦК КПСС с предложением оказать экспертную помощь в решении назревающего армяно-азербайджанского конфликта через посредничество Вячеслава Михайлова (на тот момент сотрудника аппарата ЦК КПСС, завотделом ЦК КПСС по межнациональным отношениям) был направлен с группой аналитиков в Баку. Результатом поездки стал отчёт «Баку» от 15 декабря 1988 года. Отчёт попал напрямую в Политбюро ЦК КПСС, после этого Кургинян привлекался ЦК КПСС в качестве консультанта и неоднократно выезжал в горячие точки (Карабах, Вильнюс, Душанбе) по поручению ЦК КПСС и Верховного Совета СССР для проведения экспертиз конфликтов.
По некоторым источникам, Кургинян был агентом 1-го отдела 5-го управления КГБ и активно использовался по линии 2-го отдела 5-го управления, направлявшего его в спецкомандировки в национальные окраины Советского Союза, где в конце 1980-х происходили столкновения на национальной почве.
В ходе работы с ЦК КПСС получил поддержку второго (затем первого) секретаря МГК КПСС Юрия Прокофьева, который поддерживал идею Кургиняна об опоре на интеллектуальный слой (прежде всего научно-техническую интеллигенцию) для взятия страной модернизационного барьера. В сентябре 1990 года на мозговом штурме в Совмине СССР Кургинян предлагал провести жёсткие конфискационные меры и массовые репрессии против «дельцов теневой экономики». В тот период он поддерживал тесные связи с народным депутатом СССР, руководителем депутатской группы «Союз» Виктором Алкснисом.

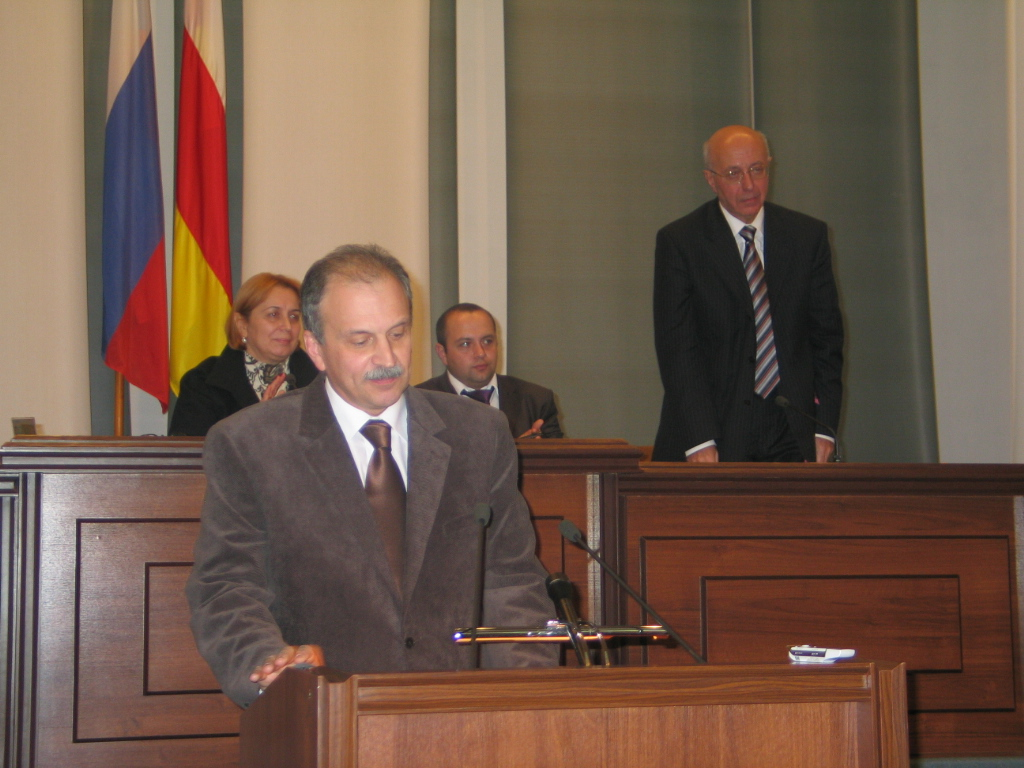
Сергей Кургинян (на заднем плане) на форуме «Кавказ сегодня и завтра: открытый диалог молодежи».

Весной 1990 года баллотировался на выборах в народные депутаты РСФСР по спискам блока общественно-патриотических сил «К народному согласию» по Чертановскому территориальному округу № 58 г. Москвы. Предвыборная программа кандидата Кургиняна предлагала стратегию национального спасения России, нацеленную на предотвращение распада российской экономики, общества и государства. В обращении группы избирателей, поддерживавших Кургиняна, в ответ на вопрос, откуда взять деньги на реализацию данной программы, указывалось, что Россия ежегодно теряет огромные денежные средства за счёт несправедливого распределения между союзными республиками СССР, на долгострое, союзных «проектах века» и тому подобных вещах. Предлагалось переходить с отделяющимися республиками на расчёты за сырьё по мировым ценам. Россиянам предлагалось «скупо и расчётливо», подобно японцам, вложить все высвободившиеся денежные средства в программу национального спасения России.
В июле 1990 года Кургинян написал докладную записку в ЦК КПСС, в которой говорилось, что «СССР становится по сути фиктивным государственным образованием, ненужной и обременительной надстройкой для всех без исключения субъектов государственности, де-факто уже заявивших о своей полноте в качестве государств в полном смысле этого слова.<…> Единственно возможный для сегодняшнего политического руководства СССР курс — это так называемая „королевская идея“, то есть мощнейший концептуальный замысел, позволяющий в кратчайшие сроки создать новый субъект. <…> Таким государством должна стать часть СССР, большая, чем Россия, и неизбежно меньшая, чем сегодняшний СССР».
По утверждению Кургиняна, в 1991 году он отказался стать советником Президента СССР Михаила Горбачёва из-за расхождений во взглядах на пути вывода компартии и страны из тупика. При этом, по утверждению бывшего народного депутата СССР Виктора Алксниса, Кургинян являлся неофициальным советником Политбюро ЦК КПСС и даже самого Горбачёва. «Именно С. Кургинян предложил тогда Горбачёву свой план вывода Советского Союза из кризиса и тот начал его реализовывать. Коротко суть этого плана заключалась в том, что Горбачёв должен объединить центристские силы Советского Союза, отсечь радикалов слева и справа, создать мощный центристский блок политических партий и движений, опираясь на который начать проведение в стране реформ.»".
Политически и морально поддержал ГКЧП (к выступлению которого не имел прямого отношения), вскоре после провала выступления которого опубликовал[где?] статью «Я — идеолог чрезвычайного положения». Как утверждает сам Кургинян, он узнал о ГКЧП утром 19 августа, входя в кабинет первого заместителя председателя Совета Министров РСФСР Олега Лобова. После освобождения бывшего Председателя КГБ СССР Владимира Крючкова из-под стражи в январе 1993 года взял его на работу в «Экспериментальный творческий центр».
В мае 1992 года распространил от имени клуба «Постперестройка» документ «У последней черты. Меморандум о возможном примирении конструктивных сил России», в котором призвал к созданию коалиционного правительства из «демократов, не запятнавших свою честь сотрудничеством с антинародным курсом, передовых и прогрессивно мыслящих патриотов, ориентированных на будущее развитие страны коммунистов, а также преданных национальным интересам представителей руководства промышленности и сельского хозяйства, фермеров, предпринимателей, банкиров, ведущих профсоюзов страны».
В марте 1993 года, по некоторым данным, Кургинян стал советником председателя Верховного Совета РСФСР Руслана Хасбулатова. Однако, сам Хасбулатов это отрицает. В ходе событий сентября — октября 1993 года находился в здании Верховного Совета, противостоя сторонникам форсированного силового решения кризиса из числа оппозиционеров-силовиков и политических радикалов (В. Ачалов, А. Баркашов, А. Макашов, С. Терехов и другие) и указывая на опасную нехватку ресурсов — силовых, политических, информационных и других — у сторонников Верховного Совета для успеха подобных действий. Являлся разработчиком сценария поведения оппозиционных сил, альтернативного тому, который был реализован 3 октября («поход на Останкино»). По его мнению, план похода на Останкино был провокационным. Несколько раз срывал провокации, организуемые в среде защитников здания Верховного Совета (так называемый «бунт Соколова» и тому подобное), категорически возражал против инкорпорации в среду защитников баркашовцев и других провокационных элементов. Вёл политический диалог и информационную кампанию в пользу Верховного Совета. 30 сентября находившаяся внутри здания ВС «партия» сторонников похода на Останкино добилась выдворения Кургиняна как своего опасного противника (по другой версии, Кургинян был задержан тремя вооружёнными автоматами членами организации РНЕ Баркашова и без объяснения причин выведен за оцепление Белого дома). В тот же день Кургинян обратился ко всем сторонникам Верховного Совета с предупреждением о готовящейся провокации. Предупреждение было передано по каналам существовавшей на тот момент информационной системы «Кольцо», также появилось на лентах официальных информагентств.
В марте 1996 года предложил представителям крупного бизнеса объединиться и встать на конструктивную прогосударственную позицию, что должно было стать гарантией сохранения правового демократического политического режима в стране. Результатом этого стало известное «Письмо тринадцати», которое подписали такие известные личности, как Борис Березовский, Михаил Фридман, Михаил Ходорковский. Публикация письма стала важным элементом политического процесса, блокировавшего начинавшееся развитие событий по образцу 1993 года (17 марта 1996 года депутаты Государственной Думы были неожиданно эвакуированы из здания), связанное с опасением части элит последствиями ожидавшегося проигрыша Ельциным президентских выборов 1996 года главе КПРФ Г. А. Зюганову. В результате Ельцина удалось убедить в перспективности выборного варианта продления полномочий. Эскалацию событий и введение чрезвычайного положения удалось предотвратить (Государственная Дума возобновила работу, выборы летом 1996 года состоялись). Однако итогом взаимодействия окружения Ельцина и крупнейших бизнесменов в ходе подготовки и проведения выборов 1996 года стало возникновение в России в 1996—1999 гг. так называемой «семибанкирщины» (олигархического политического режима).
Кургинян утверждал, что участвовал в отстранении Александра Лебедя от должности секретаря Совета безопасности Российской Федерации.
В начале 2011 года создал и возглавил движение Суть времени, в которое вошли сторонники красного реванша и восстановления обновлённого СССР, собравшиеся вокруг цикла передач «Суть времени».
- «Суть времени» — авторская передача Сергея Кургиняна, положившая начало одноимённому движению. Выходила с 1 февраля по 17 ноября 2011 года. Всего был опубликован 41 обычный и 2 специальных выпуска.

В декабре 2011 года дважды публично сжигает белую ленту (символ протестного движения в России на рубеже 2011—2012 гг.), которую он назвал символом нового издания перестройки, «Перестройки 2».

Альтермитинг на ВДНХ

Зимой 2012 года совместно с рядом политиков выступил против угрозы «оранжевой революции» в России (получила название по аналогии с украинской Оранжевой революцией), которая, по мнению этих политиков, начавшись в виде «Движения за честные выборы», использовала форму и методы украинского сценария. С целью противодействия этой угрозе была собрана широкая «антиоранжевая коалиция» из политических и общественных организаций, в которой главным объединяющим принципом было недопущение запуска в стране «оранжевой революции» и которая заняла в происходивших событиях позицию альтернативной оппозиции, «третьей силы». Тогда же по инициативе Кургиняна был создан «Антиоранжевый комитет», в который вошли и на заседаниях которого выступали Максим Шевченко, Михаил Леонтьев, Александр Дугин, Вадим Квятковский, Марина Юденич. Главная претензия к представителям «оранжевых» (Немцов, Каспаров, Касьянов, Рыжков, Собчак) и к так называемым «либероидам» заключалась в том, что они, по словам Кургиняна, стремятся к «распаду России» и запуску «Перестройки-2».
В течение 2011—2012 годов во главе движения Суть времени совместно с рядом присоединившихся движений, организаций и общественных деятелей проводит ряд митингов в Москве.
На первом этапе (декабрь 2011-март 2012 гг.) они в основном были посвящены борьбе против «оранжевой коалиции»:
- 24 декабря 2011, альтермитинг «Точка сбора», Воробьёвы горы[56]
- 4 февраля 2012, антиоранжевый митинг, Поклонная гора[57]
- 23 февраля 2012, альтермитинг «Третья сила», ВВЦ[58]
- 5 марта 2012, мобилизационный митинг, Суворовская площадь[59]

Со слов Кургиняна, запуская серию митингов, он решал две задачи: во-первых, противодействовал «оранжевому» захвату власти радикальной несистемной оппозицией; во-вторых, фиксируя позицию «против оранжевых, в оппозиции Путину» подыграть КПРФ, чтобы развить её электоральный успех на выборах в Государственную думу в декабре 2011 года. Однако во многом из-за отсутствия внятной позиции руководства компартии по вопросу противодействия или, наоборот, поддержки «оранжевой оппозиции» этого не произошло. Соответственно, весь эффект от действий Кургиняна получил Путин, победивший на президентских выборах и, главное, — сумевший закрепить эту победу. Важным фактором этого была потеря несистемной оппозицией динамизма и, в значительной мере, авторитета (ситуации «народ против власти» не случилось). Это стало одним из результатов массовых митингов как самих сторонников Путина, так и кургиняновской «третьей силы»; в результате представители оппозиции активно критиковали Кургиняна, обвиняя его в работе на Путина. Кургинян стал объектом жёсткой информационной кампании со стороны объединённой несистемной оппозиции, как радикально-левой («новые левые», неотроцкисты, наиболее радикальная часть КПРФ и другие), так и либеральной (Борис Немцов, радиостанция «Эхо Москвы» и другие).
В дальнейшем (с мая 2012 года) основное внимание уделяется борьбе против того, что Кургинян называет ювенальной юстицией (что, помимо основного результата, расширяет социально-политическую базу поддержки движения Кургиняна «Суть времени»), причём, как в составе широкой коалиции, включая представителей РПЦ МП, так и на собственных ресурсах:
- 15 мая 2012, собрание против ювенальной юстиции, Пушкинская площадь[60]
- 17 июня 2012, коалиционный митинг против либерального курса Кремля, Площадь Революции[61]
- 1 июля 2012, коалиционный митинг широкой патриотической оппозиции, Площадь Революции[62]
- 22 сентября 2012, шествие и митинг против принятия ювенальных законов, Крымская набережная[63]
- 9 февраля 2013 года Сергей Кургинян выступал с открывающей речью на Первом съезде родителей[64], помимо него там же выступили глава администрации президента РФ Сергей Иванов[64][65], председатель синодального отдела по взаимодействию церкви и общества Московского Патриархата Всеволод Чаплин[65], а также Президент РФ Владимир Путин[64][66]. Форум был посвящён критике ювенальной юстиции, реформы школьного образования и практики усыновления иностранцами российских сирот[64][67][68]. Сергей Кургинян назвал организацию «Родительское Всероссийское Сопротивление» «патриотической и оппозиционной»[65].

В июне 2014 года Кургинян прибыл в Донецк. В разгар украинского кризиса 7 июля Кургинян подверг критике командующего обороной Славянска Игоря Стрелкова, обвинив его в том, что тот оставил город, пытается сдать Донецк и идёт в Россию «для свержения Путина». В Донецке под охраной батальона «Восток» Кургинян проводил пресс-конференцию. Стрелков, находившийся тогда в Донецке, направил к Кургиняну Павла Губарева, приглашая Кургиняна к себе на разговор и гарантируя московскому гостю безопасность. Кургинян приехать отказался и настаивал, чтобы Стрелков прибыл к нему сам.

### Участие в телепроектах
С июля по декабрь 2010 года был соведущим телепрограммы «Суд времени» (вместе с Леонидом Млечиным в качестве оппонента и Николаем Сванидзе в качестве судьи) на Пятом канале.
Автор и ведущий «антишоу-программы» «Суть времени», публикуемой с февраля 2011 года на видеохостинге Vimeo, сайте Экспериментального творческого центра и сайте виртуального клуба «Суть Времени». В передаче, среди прочего, высказывает мысль о мессианской роли России в современном мире.
С августа 2011 года по февраль 2012 года — соведущий (вместе с Николаем Сванидзе) проекта «Исторический процесс» на телеканале «Россия». Весной 2012 года заявил о своём уходе из этой программы.
В июне 2015 года в эфире программы «Время покажет» бездоказательно обвинил власти Украины и, в частности, президента Петра Порошенко, в то, что их режим является фашистским, осуществляет геноцид и ещё планирует убить множество невинных людей.

## Семья
Жена — Мария Мамиконян, однокурсница Сергея по геологоразведочному институту, актриса театра «На досках», политический публицист, сотрудник центра Кургиняна, председатель «Родительского Всероссийского Сопротивления».
Дочь — Ирина, кандидат исторических наук, сотрудник центра Кургиняна.
Есть внучка.

## Убеждения, взгляды
В 1991 году выступал с поддержкой идеи «Демократического союза» о создании Учредительного собрания для смены общественно-политического строя:

Моя позиция очень сходится с позицией Демократического Союза, который говорит об Учредительном собрании. Я тоже считаю, что для смены Конституции и общественно-политического строя нам нужно Учредительное собрание.— Газета «Смена». № 104—105, 8.05.1991 г.
Также высказывался против советской демократии как демократии, которую уже не контролирует закон, за диктат законов и жёсткое соблюдение принципа единого законотворца в лице союзного руководства:

У нас ведь как: либо — сталинизм, либо — ветры демократии. Система рассчитана на идиота. Весь политический опыт мира говорит о том, что, как раз когда эти ветры демократии начинают дуть с полной силой, все кончается тоталитаризмом. Рано или поздно народ говорит: «Нам нужен царь, чтобы он всем рубил голову, но — один». И начинается русская игра: от беспредела к диктатуре, от диктатуры к беспределу, от беспредела опять к диктатуре… Ведь когда я вам говорю о своей неприязни к демократии, я имею в виду советскую демократию. Демократию, которую уже не контролирует закон.— Газета «Смена». № 104—105, 8.05.1991 г.
Выступал за передачу власти производителю:

И самое главное — это лично моя точка зрения — власть должна быть передана производителю.— Газета «Смена». № 104—105, 8.05.1991 г.
В 2007 году перед выборами Президента России высказал мнение, что «сам принцип президентской власти в России — более фундаментально конституционен, чем принцип, в котором говорится о двух сроках президентства», а также высказал опасение, что «если Путин попытается сдвинуться с президентского поста хотя бы на миллиметр, он развалит систему».
В 2011 году после съезда партии Единая Россия, комментируя выдвижение Д. Медведевым премьер-министра В. Путина кандидатом на пост Президента России, Кургинян сказал, что «процесс, который хотели повернуть в сторону возврата к радикальному либерализму, в эту сторону не повернулся», а также, что «с десталинизацией радикального либерализма, возвратом к уже мертвым мифологемам и типам социального и прочего культурного бытия, — с этим всем покончено на ближайшее время». Обращаясь к своим сторонникам, Кургинян также подчеркнул, что этого не произошло благодаря «в том числе и нашим скромным усилиям».
С уважением относится к Ленину, Сталину и Берии и сожалеет, что не удалось спасти СССР. По его словам, ощущает личную вину за развал СССР:

Я считаю, что моя вина заключается в том, что я не вывел людей на улицу. Я в 91-м году не вывел людей на улицу, потому что я любил КПСС, я считал, что у неё есть потенциал, я работал на КПСС, и я считал, что она их выведет на улицу. Я передал общественную энергию в руки института, которому я доверял. Вот единственная вина. Я там раз шесть спасал ситуацию так, как эксперт. Но я не стал уличным политиком в 91-м году, потому что я считал, что улица — вот она, рядом, что же я буду изобретать велосипед. А в 2012 году я поступил иначе.— Из интервью «Антикризисному клубу»
Также высказывался: «Я знаю твердо, что я люблю Советский Союз. И, если мне не удастся восстановить советский проект при жизни, то я завещаю это своим детям, своим ученикам».
Характеризует состояние сознания современного российского общества как катастрофу смыслов, которая стала одним из последствий Перестройки и заключалась в замене идеальных ценностей (коммунистических идеалов и связанных с ними смыслов) на материальные (потребление как цель жизни) вместо равноценной замены одних идеалов на другие. В книге «Исав и Иаков» С.Кургинян проводит параллель между этим обменом и сюжетом библейской притчи об Исаве и Иакове, которая описывает, как Исав, будучи старшим братом, продал Иакову своё право первородства за чечевичную похлёбку.
Считает, что единственно возможная форма существования для России — это империя как союз равноправных народов, а русский народ должен играть в ней государствообразующую роль и стать её ядром, вокруг которого собираются другие народы.
Уверен, что Россия должна отказаться от идеи вхождения в Европейский союз, поскольку это несовместимо с сохранением целостности страны и может состояться только при условии распада страны. Считает, что Россия не может войти в Европу ещё и потому, что Россия сама представляет собой альтернативную Европу как часть христианского мира, основанную на европейской культуре и наследующую ей, но ведущую свою историю от Восточной Римской империи (Византии), в то время как современная западная Европа выступает наследницей Западной Римской империи.
Отмечает существование мирового кризиса развития: «мир без развития чудовищен — это мир контрмодерна и постмодерна. А развиваться по законам модерна становится всё более и более невозможным». Утверждает, что наша страна является обладательницей уникального опыта альтернативного (неевропейского) пути развития, поскольку её модернизация не являлась классической, она проходила иначе, чем у всех остальных развитых стран (эти взгляды изложены в цикле программ «Суть времени»). Так, в выпуске программы «Суть времени» от 25.10.2011, опираясь на концепции ряда учёных, в том числе В. И. Вернадского, Николая Фёдорова, А. А. Богданова, он утверждал, что «лишь Россия во всем мире способна развиваться не так как это предписано модерном» и что «желание России развиваться не по правилам модерна это не прихоть, это не русская дурь, а это всемирно историческое спасение». Считает, что применение этого опыта позволит России не только самой преодолеть регресс и начать развитие, но и проявить мессианство, предложив всему миру путь преодоления кризиса модерна, при котором развитие через классическую модернизацию уже невозможно, ибо наша страна — «источник знания о том, как развиваться не по правилам модерна»:

Вопрос о всемирно-историческом значении России, её всемирно-исторической уникальности даже на дне своего падения — в её исключительности! В чём она?

В том, что лишь Россия во всём мире способна развиваться не так, как это предписано модерном. И у неё есть не просто абстрактная способность так развиваться. У неё есть исторический опыт этого другого развития! Вековой исторический опыт!— Программа «Суть времени», выпуск 38
Утверждал, что по этой причине Россию хотят убрать с исторической сцены:

Именно сейчас на дне своего падения Россия является спасителем человечества, потому что именно сейчас возникла всемирно-историческая задача развития за рамками модерна. Или развитие за рамками модерна — или неразвитие, то есть фашизм и смерть. Вопрос стоит так остро как никогда. И именно потому Россию и хотят убрать с исторической сцены, что она остаётся возможностью развития в XXI веке — живым хранителем знания о том, как это надо делать.— Программа «Суть времени», выпуск 38
Кургинян является противником либеральных оппозиционных взглядов, но занимает альтернативную оппозиционную нишу, выступая с критикой как власти, так и либеральной оппозиции, считая при этом власть меньшим злом. С декабря 2011 года обсуждает политические события и излагает свою точку зрения на политический процесс в цикле аналитических передач «Смысл игры».
- «Смысл игры» — авторская аналитическая передача Сергея Кургиняна, в которой обсуждаются вопросы актуальной политики. Публикуется с 9 декабря 2011 года.

Слово «либероид» для Кургиняна является ругательным, он использует этот термин для обозначения той части российских либералов, для которой характерны крайнее неприятие традиционных для России ценностей и убеждённость в порочности всех этапов её истории; при этом он отмечает, что их политическое поведение нарушает все принятые на Западе либеральные нормы. Он также критиковал вступление России в ВТО и высказывался в поддержку патриарха Кирилла.
Заявлял, что Россия «возможно, последний по-настоящему живой народ белой расы».

## Творчество
Автор ряда книг и многих статей в прессе, частый гость аналитических программ центральных каналов российского телевидения. Несколько раз участвовал телепередачах «К барьеру» и «Поединок», его «соперниками» становились:
- Марк Урнов[97]
- Константин Боровой[98]
- Николай Злобин[99]
- Алексей Венедиктов[100]
- Борис Надеждин[101]
- Леонид Гозман[102]
- Григорий Амнуэль[103]
- Вячеслав Ковтун[104]
- Владимир Жириновский[105]

В 1990 году выпускает в соавторстве в «Политиздате» книгу «Постперестройка», в которой предупреждает об угрозе взятия власти «криминальным капиталом».
Создатель, бессменный руководитель и главный режиссёр театра-студии «На досках». Среди многих спектаклей театра в годы перестройки злободневно прозвучал спектакль «Стенограмма», поставленный по документальным материалам XIV конференции РКП(б). В 1987 году в европейских газетах и журналах самобытная постановка драмы А. С. Пушкина «Борис Годунов» была названа «пьесой о крахе первой русской перестройки».
В начале-середине 1990-х годов был постоянным участником Аналитической группы Внешнеполитической ассоциации («Группа Бессмертных», по фамилии бывшего министра иностранных дел СССР Александра Бессмертных).
С 1994 года регулярно участвует в международных конгрессах и симпозиумах. С 2001 года ведёт постоянно действующий российско-израильский семинар по проблемам контртеррора и международной безопасности.
В 1995 году участвовал вместе с группой интеллектуалов (С. Чернышев, А. Белоусов, В. Глазычев, С. Кордонский, А. Кураев, В. Махнач, В. Радаев, Ш. Султанов и др.), в сборнике «Иное. Хрестоматия нового российского самосознания».
Разработал концепцию четвёртого (помимо модерна, контрмодерна и постмодерна) варианта развития общества — «сверхмодерна» (изложена в книге «Исав и Иаков» и развита в цикле программ «Суть времени») как единственного подходящего для развития России.
Является главным редактором выходящего с 1992 года научно-публицистического журнала «Россия-XXI» и альманаха «Школа целостного анализа» (с 1998 года). Руководит интеллектуально-дискуссионным клубом «Содержательное единство». Занимается анализом политических процессов в России и мире, посткапиталистических идеологий, политической философией и стратегией принятия решений.
С 2022 года — гость программы «Разговор с мудрецом» на Радио Звезда.

### Книги

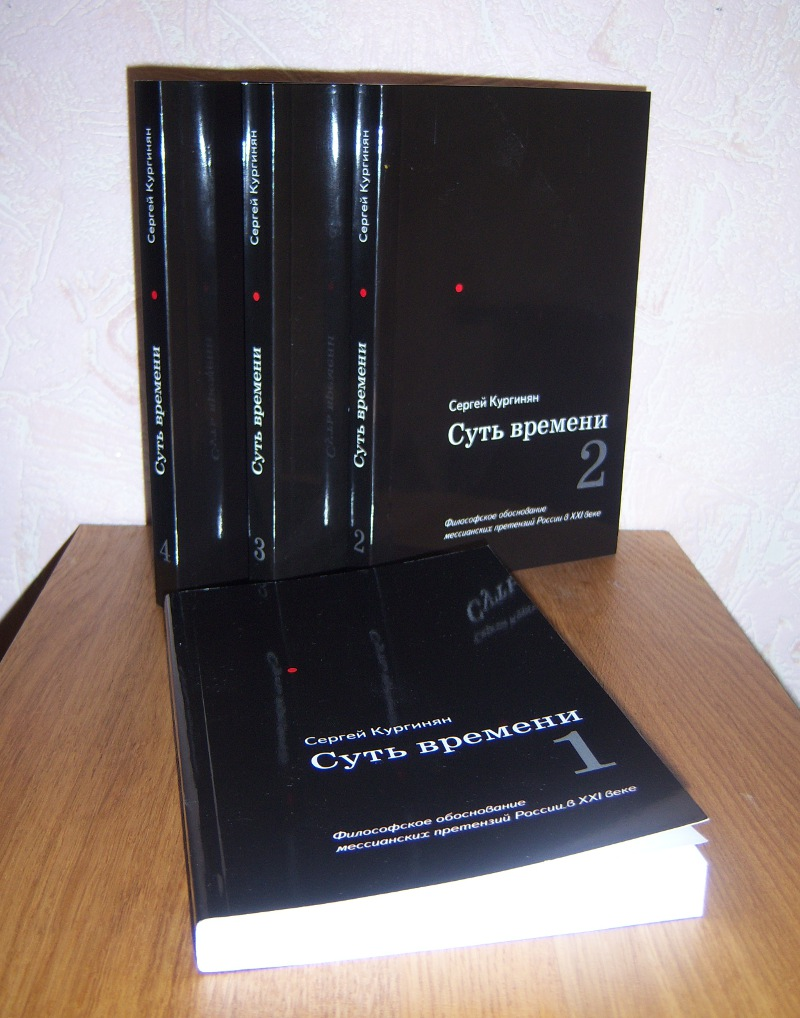
Книга «Суть времени. Философское обоснование мессианских претензий России в XXI веке»

- Поле ответного действия
- Русский вопрос и институт будущего
- Постперестройка: концептуальная модель развития нашего общества, политических партий и общественных организаций 1990 г.
- Седьмой сценарий (в трёх частях: ч.1 До путча, ч.2 После путча, ч.3 Перед выбором) 1992 г.
- Уроки октября (Lessons of bloody October) (опубликовано в журнале «Россия XXI», № 11-12, 1993 год) 1993 г.
- Россия: власть и оппозиция 1993 г.
- Слабость силы: Аналитика закрытых элитных игр и её концептуальные основания 2006 г.
- Качели: Конфликт элит или развал России? 2008 г.
- Кургинян С.Е. Исав и Иаков. — М.: МОФ ЭТЦ, 2009. — ISBN 978-5-7018-0515-4. (информация о книге на сайте МОФ ЭТЦ)
- Актуальный архив. Теория и практика политических игр 2010 г.
- Политическое цунами. Аналитика событий в Северной Африке и на Ближнем Востоке 2011 г.
- Кургинян С.Е. Суть времени. Философское обоснование мессианских претензий России в XXI веке. — М.: МОФ ЭТЦ, 2012. — 1500 экз. — ISBN 978-5-7018-0523-9. (Книга «Суть времени» на сайте МОФ ЭТЦ)
- Кургинян С.Е. Красная весна. — М.: МОФ ЭТЦ, 2015. — 5000 экз. — ISBN 978-5-7018-0551-2.

## Критика, отзывы

### Положительные
- Александр Янов в 1995 году отнёс Сергея Кургиняна к умнейшим из оппозиционных идеологов[109].
- В редакционной статье «Русского журнала» отмечается, что «на базе созданной Кургиняном „Школы целостного анализа“ в последние годы действительно удалось получить новое качество в описании макрорегиональных и глобальных процессов, обеспечить высокую эффективность прогнозов развития целого ряда процессов»[110]
- Симон Кордонский охарактеризовал Кургиняна как «выдающегося интеллигентного человека, сочетающего все формы исследовательского отношения к миру (режиссёрско-концептуальное, редукционистское и экспертное)». По мнению Кордонского, «Кургинянов мир — это сцена, на которой под недреманным режиссёрским оком Кургиняна развертывается спектакль, сконструированный экспертом-Кургиняном на основе редукционистской (кургиняновской же) модели фрагмента истории. Творческие и политические неудачи таких всесторонне развитых интеллигентов только прибавляют им пыла, амбиций и популярности в родной среде»[111].
- Вадим Джозеф Россман в 2002 году счёл Кургиняна одним из наиболее последовательных государственников (этатистов), который противостоит фашистским и нацистским идеологиям[112]
- Вячеслав Кузнецов выделял труды Сергея Кургиняна в ряду «значительных исследований, которые предлагают интересные подходы к созданию методологии и теории культуры развития»[113].
- Доктор исторических наук Дмитрий Левчик пришёл к выводу, что С. Кургинян в 1991—1993 годах «продемонстрировал преемственность исторического пути СССР — России». Он отметил заслуги Кургиняна в развенчании идеологического клише об «исторической ошибке» «на пути развития нашей страны»[114].
- Юрий Изюмов отмечал (2011): «С. Е. Кургиняна я знаю давно, с тех пор, как он занялся режиссурой. Очно меня с ним познакомил В. А. Крючков после освобождения из „Матросской тишины“. Многие годы помещение его театра во Вспольном переулке служило местом встреч противников банды Ельцина. Сергей Ервандович часто выступал с глубокими аналитическими докладами, внося ясность в происходящее. Отношусь к нему с большим уважением»[115].

### Нейтральные и умеренные
- Доктор исторических наук Александр Репников (РГАСПИ), комментируя статью С. Кургиняна о виртуализации жизни, борьбе постмодернизма с личностью и идеологии «граждан мира», в целом разделяет позицию автора и сожалеет, что сейчас «это стремление не быть, а казаться, стремление личности растворяет себя в ничто, в некой виртуальной игре главная цель жизни для многих»[116].
- В статье газеты «Известия» обозреватель Ирина Петровская, говоря о Кургиняне, отметила: Он берет горлом, темпераментом, часто переходящим в истерический раж, доступностью аргументации и популистской апелляцией к народу. Это, по её мнению, является причиной регулярной поддержки Кургиняна в телевизионных голосованиях[117].
- По мнению обозревателя АПН Эрика Лобаха Кургинян выполняет два политтехнологических заказа. Первый: предвыборная критика всех политических сил, кроме «Единой России»; второй: «вбить клин между патриотами России и русскими националистами».[118][уточнить]

### Негативные
- По мнению Андрея Пионтковского Кургинян достаточно неразборчивый в средствах для защиты дела, которое он искренне полагает правым. В качестве примера он приводит программу «Исторический процесс», посвящённую судьбе Михаила Ходорковского. Кургинян обрушил на приговорённого к медленной и мучительной смерти человека обвинения столь лживые и демагогические, что даже ненавидящее свою жертву официальное следствие десятилетие не осмеливается их предъявить — отметил Пионтковский. Также Пионтковский относит Кургиняна к крупным левопатриотическим мыслителям[119][120].
- Доктор политических наук, профессор, академик Историко-филологического отделения РАН Юрий Пивоваров, оппонируя Кургиняну в эфире передачи «Исторический процесс» и отвечая на вопрос «Капитализм способен прекращать войны?», ответил: «я не знаю, что такое капитализм, я этим языком не пользуюсь, это не мой язык», «ваш язык полуобразованного преподавателя политэкономии 70 года меня не убеждает, нельзя западное общество описывать вашими категориями, это чушь, глупость и неадекватность»[121].
- Андрей Кураев назвал Кургиняна и других выступавших на митинге 4 февраля 2012 «панк-сталинистами» и обвинил их в осквернении Поклонной горы[122].
- Экономист и публицист Михаил Хазин заявлял в прямом эфире РСН: «Кургинян — это политолог, … он работает на заказ»[123].
- Борис Альтшулер, заместитель комиссии Общественной палаты РФ по социальной политике, трудовым отношениям и качеству жизни граждан, президент региональной общественной организации содействия защите прав детей «Право ребёнка»: «Для противников ювенальной юстиции, в частности для Сергея Кургиняна, закон об общественном контроле за интернатами идёт в связке с законом о социальном патронате. То, что они объединяют эти законы — это очень плохо. Я знаю плюсы и минусы закона о социальном патронате, но противники, когда критикуют закон о социальном патронате, делают это неконструктивно»[124].

#### «Фонд на Кипре»
В феврале 2012 года в Интернете появилась информация о том, что у Кургиняна «есть фонд на Кипре». В течение чуть более года эта информация муссировалась в интернете. Выступая перед общественностью во Владивостоке в октябре 2012 года, Кургинян сделал заявление о том, что у него есть фонд на Кипре, имея в виду представительство своего фонда МОФ ЭТЦ, не имеющее собственного счёта и возможности проводить финансовые операции.
В марте 2013 года в публикации на MK.ru были процитированы слова Бориса Немцова со ссылкой на его страницу в Фейсбуке о том, что у Кургиняна есть фонд, зарегистрированный на Кипре. Кургинян подал на него иск о защите чести и достоинства и сразу опроверг эту информацию, добавив публичное обещание, что если кто-нибудь докажет, что у него есть фонд, зарегистрированный на Кипре, то он уйдёт из политики. Немцов так прокомментировал эту ситуацию: «Клоунада состоит в том, что Кургинян сам признался, что у него есть фонд на Кипре, выступая во Владивостоке в октябре 2012 года. А потом забыл. Возраст…».
29 марта Немцов опубликовал в своем блоге видео, где Кургинян говорит, что у него есть фонд на Кипре, сопроводив их ссылкой на выписку из российского ЕГРЮЛа, где на 7-й странице присутствуют сведения о регистрации представительства фонда «Центр Кургиняна» в кипрском городе Ларнака, которое является отделением российского ЭТЦ и не является самостоятельным юридическим лицом в соответствии с законодательством как Российской Федерации, так и Республики Кипр, законодательством которой предусмотрен такой вид юридических лиц, как «Фонд». Немцов также потребовал от Кургиняна выполнить обещание и уйти из политики.
Дело рассматривалось 13 сентября в Пресненском райсуде города Москвы. В ходе заседания собственные адвокаты Кургиняна предложили суду не доверять словам своего подзащитного, заявив, что он мог случайно или сознательно ввести слушателей в заблуждение. По признанию самого ответчика (Немцова), его заявление содержит неточности в том, что МОФ ЭТЦ («Центр Кургиняна») зарегистрирован на Кипре, так как он зарегистрирован в России, а на Кипре имеет лишь представительство, но этой неточностью не порочит честь истца. По мнению суда, эти слова Немцова не опорочили честь истца, поэтому суд отказался удовлетворять иск Кургиняна. Немцов заявил у себя на странице в социальной сети, что выиграл иск у Кургиняна: «У этого верного путинца, патриота и государственника есть фонд на Кипре». В тот же день в видеообращении Кургинян обратил внимание на то, что ответчик якобы сам опроверг свои слова, а также выразил намерение обжаловать это решение.

## Санкции
19 октября 2022 года, на фоне вторжения России на Украину, внесён в санкционный список Украины «за поддержку и реализацию действий и политики, которые подрывают и угрожают территориальной целостности, суверенитету и независимости Украины», в частности за распространение антиукраинской пропаганды.
25 февраля 2023 года Кургинян внесён в санкционный список всех стран Евросоюза:

Сергей Кургинян регулярно участвует в прокремлевских пропагандистских программах, включая «Вечер с Владимиром Соловьевым» на государственном телеканале «Россия-1». Его публичные заявления по Украине совпадают с риторикой российских чиновников и пропагандистов. Сергей Кургинян систематически ставит под сомнение территориальную целостность Украины, призывает к оккупации и денацификации Украины Россией. Он публично выразил поддержку российским фиктивным референдумам о включении украинских суверенных территорий в состав России.— «Официальный журнал Европейского союза», Брюссель, 25 февраля 2023 года
2 марта 2023 года, по аналогичным причинам, Сергей Кургинян внесён в санкционный список Швейцарии.

## Разное
- Охарактеризовал РСДРП (б), осуществившую Октябрьскую революцию 1917 года как «катакомбную секту»[139].
- 17 февраля 2008 года, во время эфира с Е. Альбац, после отказа ведущей принести ему извинения и отключения ему микрофона, ушёл из студии[140].
- 16 декабря 2008 года в передаче «Клинч» на «Эхо Москвы» Кургинян, являющийся последовательным противником нацистской идеологии[112], выплеснул стакан воды на Романа Доброхотова после того, как тот сказал ему: «эта же протестная волна может пойти по пути Кургиняна — это самый страшный путь, это путь фашистский, коричневый» и «мне кажется, к „голубым“ вы лучше относитесь, чем к „оранжевым“»[141][142][143].
- В 2010 году, после трагедии на шахте «Распадская» и прокатившихся по всей стране волне протестных митингов, Кургинян организовал политологический десант в Междуреченск. В газете «Завтра»[144] он обвинил в «низкопробной лжи» оппозиционные СМИ, сообщавшие о низкой зарплате, плохих условиях труда шахтёров, а также якобы завышавшие число пострадавших. Составив психологический портрет совладельца шахты Г. Козового, Кургинян пришёл к выводу, что «шахта „Распадская“ для Козового — это страстно любимая женщина». Анализируя возможные причины трагедии, Кургинян утверждал, что «Распадская» — самая передовая шахта по технике добычи и технике контроля безопасности, а также высказал версию, что происшедшее было «рукотворно организованной спецкатастрофой».
- Комментируя в 2010 году известное выступление Юрия Шевчука на встрече с Путиным, Кургинян выразил своё отношение к оппозиционно настроенной части российской интеллигенции следующими словами: «есть она никто и звать её никак. Раскачать она что-то может, а решать проблемы не может вообще и не хочет». Предложения интеллигенции, по мнению Кургиняна, являются «красивой, поверхностной и яркой болтовнёй», в словах же Ю. Шевчука «нет глубины и нет любви». Путин же, по мнению Кургиняна, пытался говорить с интеллигенцией как с «интеллигенцией национальной»[145].
- В выпуске программы «Суть времени» от 6 сентября 2011 года Кургинян назвал Муаммара Каддафи «последним рыцарем мира» и «последним героем мира»[146].
- 18 июня 2012 года Кургиняну присудили присуждаемую радиостанцией «Серебряный дождь» шуточную премию «Серебряная калоша» в номинации «Великолепная шестёрка или Всадники Апокалипсиса» с формулировкой «за отстаивание позиции с пеной у рта»[147].
- Кургинян заявлял, что не ведёт и никогда не вёл каких-либо аккаунтов в социальных сетях и никого не уполномочивал вести аккаунты в социальных сетях от своего имени[148].